# Рудник угља Пљевља
Рудник угља Пљевља је рудник угља који се налази у општини Пљевља, на сјеверу Црне Горе.

## Историјат
Прва озбиљнија производња угља у Пљевљима почела је 1952. Године када је Народни одбор среза основао Предузеће за истраживање и производњу угља–претечу данашњег Рудника угља Пљевља. Те године, 37 запослених ископало је за ондашње услове и вријеме импозантних 16 200 тона угља.
У периоду од 1954. до 1964. године, рудник врши обимна улагања у модернизацију и подиже се сепарација у Потрлици, капацитета 400 000 тона годишње. Највећи достигнути годишњи ниво производње забиљежен је 1985. када је произведено 2 682 000 тона лигнита.
Своју организациону форму Рудник угља је мењао у складу са одредбама законских прописа. Од 1972. године рудник послује као радна организација са пет а након формирања „Боровице“ са шест основних организација удруженог рада и двије радне заједнице. Од 1990. Послује као Друштвено предузеће да би убрзо прерастао у Друштвено предузеће Рудник угља Пљевља а затим као Јавно предузеће са потпуном одговорношћу и седиштем у Пљевљима. 
У оквиру власничке трансформације од 18. октобра 1999. године Рудник угља послује као Акционарско друштво.
Од 1952. па до краја 2012.год. остварен је обим продукције и пласмана угља од 62,7 милиона тона. Од тога 36,7 милиона испоручено је ТЕ Пљевља, а 26,0 милиона испоручено је тржишту ширег окружења (индустријске и градске термоелектране-топлане и топлане, индустрија, широка потрошња, а током једног периода и веће количине за ТЕ Морава) и за локалну широку потрошњу.

## Резерве угља у Црној Гори
У Републици Црној Гори регистроване су двије врсте угља и то: мрко-лигнитски угаљ на подручју Пљеваља, те резерве мрког угља на простору општине Беране. Мрко-лигнитски угаљ на подручју Пљеваља експлоатише се површинском експлоатацијом, док се мрки угаљ из рудника „Беране“ ископава јамском технологијом експлоатације.

### Резерве угља у Пљеваљском крају
Пљеваљски угљоносни басен обухвата простор између Рудине, Тврдаша и Голубиње на истоку, Богишевца и Жидовића на сјеверу, Рајчевог брда, Рогатца и Љућа на западу и Ђедовика и Омарњаша на југу.
Лежишта угља у пљеваљском подручју могу се према енергетским и техничко-технолошким карактеристикама поделити на простор пљеваљских басена и басена Маоче.
Пљеваљски басен заједно са Љуће-шуманским басеном и лежиштем Бакрењаче простире се на око 16 km². Отиловићки басен налази се источно од пљеваљског на шестом километру путног правца Пљевља-Бијело Поље, а на истом правцу на удаљености од 20 км налази се матарушки басен површине око 4.5 km², рачунајући његов јужни ободни дио Љутићи. 
На тридесетом километру налази се маочки басен, први у низу басена у долини реке Ћехотине, површине око 10 km² а по резервама други по величини одмах иза пљеваљског.
Експлоатационе резерве угља у пљеваљском и миочком басену износе око 170 милиона тона. То су готово целокупне резерве Црне Горе, а 1.4 процената укупних резерви некадашње СР Југославије.

## Рудно богатство Пљеваљске општине
Поред угља као економски најзначајније сировине, миоценски басени пљеваљске општине значајни су и због великих резерви цементног лапорца и опекарских глина.
Затим, ту су лежишта барита Подковача („Гута”, „Подгута”, „Баре”, „Плакале”), дијабаз-рожна формација на простору Варина која је носилац бакра, Козице - гвожђа, Шупља Стијена - олова и цинка.
Поред наведених сировина за пљеваљску општину карактеристична су лежишта доломита, мермерисаних кречњака и слатководног украсног кречњака.

## Геолошке карактеристике
У Грађи терена општине Пљевља учествују кластични и карбонатни седименти: карбон-перма, перма, пермо-тријаса, кластични и карбонатни седименти и вулканске стене тријаса, седиментне и магматске стене јуре, флишни седименти јурско-кредне старости (лапорци, глине, угаљ, угљевите глине неогена) и творевине квартара.
Стенске масе простора Пљеваља према инжењерско-геолошким критеријумима могу се сврстати у групе:
- везане стенске масе
- комплекс везаних и невезаних стенских маса
- невезане стенске масе

Лежиште „Потрлица”, као и остала лежишта пљеваљског угљеног басена, дио је средњемиоценских творевина. Издвајају се три суперпозициона миоценска пакета (литостратиграфске јединице), који се у фондовском материјалима називају као:
- доњи пакет подинских глина (1М2);
- средњи пакет, угљоносна зона (2М2);
- горњи пакет, кровински лапорци и лапоровити кречњаци, (3М2).

Главни слој угља развијен је на читавом простору лежишта али је у приободном делу сложене грађе. Сачуван је на око 85% од ерозије и на том делу има примарну лапоровиту откривку која је основна сировина за цементну индустрију. Еродован је у уском приободном појасу. На подручју Дурутовића јужно од реке Ћехотине и јужно од најдубљег центриклиналног дела басена главни угљени слој лежи на знатном простору директно преко палеорељефа уз спорадично јављање подинских глина. Дебљина главног угљеног слоја у централном делу се креће до 26 м док је дебљина лапораца (кровине) у синклиналном дијелу до 120 м.

## Тржиште
Карактеристике угља пљеваљског подручја су такве да га чине траженим тржишним производом који му омогућава широк спектар потрошње. Осим тога географски положај Рудника чини га таквим, да у дијапозону од 150 до 200 км нема конкуренцију.
У почетној фази пословања, цјелокупна производња Рудника пласирана је на територији града Пљеваља, претежно за потребе локалног становништва. Почетком 60-тих година, с повећањем опсега индустријске производње у земљи и потребом за већом количином енергената, угаљ се почиње пласирати на ширем подручју Црне Горе, Србије (Косово) и Босне и Херцеговине. Од 1980. године, веће количине угља испоручују се ТЕ „Морава“, Свилајнац, а током 1985. године почиње извоз угља за Аустрију.
Отварањем ПК „Боровица“ и почетком рада ТЕ „Пљевља“ 1982. године, највећи дио произведеног угља усмерава се за потребе рада термоелектране (преко 90%).